# Sword Art Online: Hollow Realization
Sword Art Online: Hollow Realization (ソードアート・オンライン -ホロウ・リアリゼーション – Sōdoāto Onrain – Horō Riarizēshon) ist ein Computer-Rollenspiel, das von der Firma Aquria entwickelt und vom Herausgeber Bandai Namco zum 27. Oktober 2016 in Japan und zum 8. November desselben Jahres in Nordamerika und Europa für die Spielkonsolen PlayStation 4 und PlayStation Vita veröffentlicht wurde. Später wurde es auch für Windows und Switch portiert. Das Spiel basiert auf der Light-Novel-Reihe Sword Art Online und ist der Nachfolger zu Sword Art Online: Lost Song. Anders als der Titel impliziert, handelt es sich nicht um ein Online-Spiel.

## Spielprinzip
Das Spiel ist ein Rollenspiel mit mehreren Actionelementen. Man erstellt sich am Anfang des Spiels seinen Helden, der männlich oder weiblich sein kann. Der Spieler hat die Wahl aus über 300 Nicht-Spieler-Charaktern, um eine Gruppe aus bis zu drei Mitgliedern zu bilden, die er jederzeit im Startgebiet wechseln kann. Es gibt ein neues Kampfsystem, in dem jedes Gruppenmitglied eine Spezialattacke verketten und gegen einen Gegner einsetzen kann. Mit diesem neuen Kampfsystem soll die Präsentation wie im Anime wirken. In Kämpfen kann man sich eigene Strategien überlegen, um Gegner möglichst effektiv zu besiegen. Diese Strategien sind dann besonders nützlich, wenn es um „Monster mit Namen“ geht, welche viel stärker als normale Monster sind. Das Heilungssystem im Spiel befähigt den Spieler dazu, besiegte Verbündete wiederzubeleben. Es gibt in Hollow Realization einen Mehrspieler-Modus.
Die ungefähre Spielzeit zum Beenden des Hauptspiels beträgt 30 bis 40 Stunden, wobei man noch einige Aufgaben zu erledigen hat, wie z. B. das Erreichen des Höchstlevels oder das Beenden aller Sprach-Ereignisse. Das Spiel soll drei Spielerweiterungen bekommen. Die Erweiterung Fighters of the Blue Sky sollte zum Ende 2016 erscheinen und unter anderem zwei Charaktere aus dem Vorgänger Sword Art Online: Lost Song sowie einen Spieler-gegen-Spieler Modus enthalten, jedoch ist ein genauer Veröffentlichungstermin bis heute nicht bekannt. Im Jahr 2017 soll die Erweiterung Shrine Maiden of the Abyss herauskommen, welches u. a. eine Geschichte von drei Kapiteln umfassen wird.

## Zusammenfassung
Hollow Realization nimmt die Spielwelt aus Sword Art: Origin ein. Die Spielwelt ist eine Kopie von Aincrad und wird Ainground genannt, die sich im Jahr 2026 befindet und zeitlich drei Jahre nach dem Vorfall in Sword Art Online liegt. Die Hauptfigur in dem Spiel ist eine 14-jährige NPC mit dem Namen „Premiere“, die der Spieler zu Beginn der Handlung trifft. Sie ist ein fester Bestandteil des Spiels. Ein späteres Update verändert sie, sodass sie Wissen und Intelligenz erhält und wie ein Mensch denken kann. Sie redet mit den Spielern, wodurch sie dieses Update verbessern kann und mehr wie ein Mensch wirkt. Der Spieler hat die Wahl, ob sie ein „Gutes Mädchen“ oder „Böses Mädchen“ werden soll.
Andere bekannte Charaktere wie z. B. Asuna, Lizbeth, Sinon sind ebenfalls im Spiel implementiert.

## Rezeption
Das Spiel erhielt gemischte Kritiken.

„Die Technik mag etwas holprig, der Mehrspielermodus dürftig, der Charaktereditor sinnlos sein, aber das vorgegaukelte MMO-Ambiente ist stimmig, das Szenario interessant und das Anime-Flair gelungen. Wer Online-Rollenspiele an sich mag, aber den damit verbundenen Zeit- und Kostenaufwand scheut, kann hier in aller Ruhe Held, Teamkamerad und Herzensbrecher sein, ohne irgendwelche Verpflichtungen einzugehen.“

„Knapp überdurchschnittliches Isekai-Abenteuer – unterhaltsam für Freunde von ”Sword Art Online”, belanglos für alle anderen.“